# Clodius Piat
Pour les articles homonymes, voir Piat (homonymie).
Clodius Piat, né Jean-Claude Piat le 21 août 1854 à Saint-Maurice-sur-Loire et mort le 11 octobre 1918 à Grézolles, est un prêtre catholique français, historien de la philosophie qui a enseigné à l'Institut catholique de Paris. Il s'intéresse à la psychologie et à la philosophie de la religion et participe du renouvellement des études thomistes.    

## Biographie

### Homme d'Église
Clodius Piat est né le 18 août 1854 à Saint-Maurice-sur-Loire, dans le département de la Loire. Il fait ses études au grand séminaire de Lyon puis à Rome et est ordonné prêtre en 1879. Au cours de sa carrière ecclésiastique à Paris, il a été aumônier du pensionnat des religieuses de Sainte-Clotilde, a enseigné à l'Institut catholique de 1893 à 1912 et a été chanoine de Notre-Dame. 

### Chercheur catholique
Licencié ès lettres en 1894, agrégé de philosophie en 1887 et docteur ès lettre en 1890, il présente deux thèses à la Sorbonne, l'une sur l'intellectuel actif et l'autre sur le statut donné par Thomas d'Aquin à nos idées. Sa soutenance de 1890 est le théâtre de vifs débats avec ses examinateurs, portés sur la philosophie contemporaine. 
Ami de l'abbé de Broglie, il fréquente ses « réunions du mardi » avec d'autres étudiants comme Pierre Batiffol, Marcel Hébert ou Alfred Loisy qui se rassemblent autour de savants comme savants tels que Louis Duchesne, Émile Senart ou François Lenormant. À partir de 1893, il professe à l'École des hautes études littéraires de l'Institut catholique de Paris où il enseigne l'histoire de la philosophie. 
S'intéressant aux questions de psychologie et de philosophie de la religion, il se penche sur les problèmes philosophiques contemporains relatifs à la connaissance et à la moralité dans une approche marquée par un aristotélisme thomiste et les traditions issues du spiritualisme. Rattaché par le philosophe Lucien Arréat aux spiritualistes chrétiens avec les abbés de Broglie et Maurice de Baets ou encore George Fonsegrive et Maurice Blondel , il s'oppose notamment au subjectivisme kantien, cherchant à réhabiliter la valeur métaphysique de la raison . Combattant le relativisme, il fustige le nihilisme qu'il décèle chez les tenants de l'immanentisme qui prétendent « trouver dans l'intuition l'être que la raison ne donne pas ».  
Auteur de nombreux articles, collaborateur de la Revue du clergé français, de la Revue néo-scholastique, du Correspondant... il crée la collection Les grands philosophes pour les éditions Alcan, une collection qu'il nourrit lui-même de plusieurs volumes consacrés à des philosophes comme Socrate, Aristote, Platon ou encore Leibniz. Il est également l'auteur de l'article sur Descartes dans la Catholic Encyclopedia.  
Il meurt le 11 octobre 1918 à Grézolles.

### Honneur et distinctions
- 1896 : Prix Montyon de l'Académie française (La Liberté)[10]
- 1908 : Prix Bordin de l'Académie française (Les philosophes grecs : Socrate, Aristote, Platon)[10]

## Travaux
- Quid divini nostris ideis tribuat divus Thomas, Paris, E. Leroux, 1890
- L'intellect actif ou Du rôle de l'activité mentale dans la formation des idées, Paris, E. Leroux, 1890
- La liberté, tome 1 : Historique du problème au XIXe siècle, Paris, P. Lethielleux, 1894
- La liberté, tome 2 : Le problème, Paris, P. Lethielleux, 1895
- L'idée, Paris, Ch. Poussielgue, 1895
- Abbé de Broglie, Religion et critique-œuvre posthume recueillie par Mr. l'Abbé C. Piat, Paris, V. Lecoffre , 1896
- La personne humaine, Paris, Félix Alcan, 1897
- La destinée de l'homme, Paris, Félix Alcan, 1898
- Socrate, Paris, Félix Alcan, 1900 Réédition, suivie d'extraits du Timée de Platon, coll. « Les grands initiés », Robert Laffont, 1974
- L'idée ou Critique du kantisme, Paris : Ch. Poussielgue, 1901
- (de) Sokrates : seine Lehre und Bedeutung für die Geistesgeschichte und die christl. Philosophie, Regensburg, Manz, 1903
- Aristote, Paris, F. Alcan, 1903
- La Morale chrétienne et la moralité en France, Paris, V. Lecoffre, 1905
- Platon, Paris, Félix Alcan, 1906
- Insuffisance des philosophies de l'intuition, Paris, Plon-Nourrit, 1908
- De la croyance en Dieu, Paris, Félix Alcan, 1909
- La morale du bonheur, Paris, Félix Alcan, 1910
- Quelques conférences sur l'âme humaine,  Paris, Félix Alcan, 1914
- Leibniz, Paris, Félix Alcan,  1915
- L'Intelligence et la vie : Conférences données à l'Institut catholique de Paris (1914-1915), Paris, Félix Alcan, 1915
- Les Idées directrices de la morale chrétienne : Conférences données à l'Institut catholique de Paris, 1916, Paris, Félix Alcan,  1917